# 京大动车组列车
京大动车组列车是中国铁路运行于直辖市北京市清河站至山西省大同市大同南站的动车组列车，自2021年10月11日起开行，客运里程327公里，途经北京市、河北省、山西省二省一市。现合计开行2对列车（不含过路车），客运乘务均由北京局集团北京客运段担任。

## 历史
2021年10月11日，全国铁路调图，京张高铁列车运行图重新编排。北京至大同间首次开行普通动车组列车，每天开行12对，车次为D1101-1124次。
2022年1月17日至3月16日，为保障2022年冬季奥林匹克运动会和2022年冬季残疾人奥林匹克运动会的运输工作，京张高铁实行冬奥运行图。京大动车组列车中的九对列车（D1101/6次、D1103/2次、D1105/10次、D1107/12次、D1111/6次、D1115/20次、D1117/22次、D1119/24次、D1121/14次）临时延长至北京北站始发终到。3月17日，冬奥运行图结束，上述列车恢复清河站始发终到。
2024年1月10日，全国铁路调图，原北京北 / 清河～大同南D1101/1106次、D1111/1116次、D1121/1104次、D1109/1114次、D1119/1124次升级为高速动车组列车，车次分别调整为G2529/2530次、G2543/2544次、G2545/2546次、G2547/2548次、G2549/2550次。
2024年6月15日，全国铁路调图，原北京北 / 清河～大同南D1103/1108次、D1113/1102次、D1118/1123次、D1107/1112次、D1117/1122次升级为高速动车组列车，车次分别调整为G2519/2520次、G2521/2528次、G2523/2524次、G2525/2522次、G2527/2526次。

## 列车编组和交路

### 列车编组
2对列车均使用配属于北京局集团北京北动车运用所的CRH5A，且均为重联运行。
| 车厢号 | 1/9         | 2-5/10-13   | 6/14               | 7/15        | 8/16        |
| 车型   | ZY 一等座车 | ZE 二等座车 | ZEC 二等座车／餐车 | ZE 二等座车 | ZY 一等座车 |

### 车体交路
京大动车组列车当前与京张动车组列车共用车体，具体交路为（数据日期：2024年6月15日）：
出库→清河开D1105至大同南→大同南开D1110至清河→清河开D1115至大同南→清河开D1120至清河→清河开D6729至张家口→张家口过夜→第二天开行京张动车组列车（D6722-6728次）→回库